# Orquesta de Instrumentos Reciclados de Cateura
La Orquesta de Instrumentos Reciclados de Cateura (en inglés: Recycled Orchestra of Cateura) es una agrupación musical conformada por jóvenes y niños que viven en la comunidad instalada en el entorno del vertedero de Cateura, el principal vertedero de Asunción, la capital del Paraguay, así como por algunos jóvenes de otras comunidades cercanas, interesados en vivir la experiencia de conformar esta orquesta. Afamado por la película documental "Landfill Harmonic" (2014), el proyecto surgió en 2006.
La característica distintiva del grupo es la interpretación de obras musicales con instrumentos reciclados, fabricados a partir de residuos sólidos domiciliarios en el taller de lutería que posee el grupo en Cateura, donde recicladores, asesorados por Favio Chávez, técnico ambiental que trabaja en la zona desde el año 2006, han comenzado a utilizar restos de "basura" para elaborar instrumentos que emitieran sonidos musicales. Los instrumentos que ejecutan los miembros de esta orquesta imitan a violines, violas, cellos, contrabajos, guitarras, flautas, saxofones, trompetas, trombones e instrumentos de percusión, pero construidos con basura. Entre su repertorio ejecutan música clásica, música folklórica, música paraguaya, música latinoamericana, música de los Beatles y de Frank Sinatra, entre otros.
Con este principio, la orquesta busca formar, a través de la música, a niños y jóvenes que vivan en la comunidad de Cateura en condiciones de vulnerabilidad y exclusión social, creando oportunidades a favor de sus integrantes, de manera que los mismos puedan contar con opciones que permitan proyectar su porvenir hacia mejores condiciones de vida que les permitan forjarse un mejor futuro.[cita requerida]

## Historia

### Contexto geográfico
Los barrios de Asunción, como San Cayetano, Santa Ana, Republicano y Roberto L. Petit, así como poblados de áreas inundables como San Miguel, Villa Colorada, Bañado Sur (o Bañado Santa Ana) y Bañado Tacumbú; conforman la comunidad de Cateura, por su cercanía con el vertedero creado en 1984, que toma su nombre de un lago adyacente a ese predio.
De acuerdo al censo del año 2002, a cargo de la Dirección General de Estadística, Encuestas y Censos (DGEEC), esta zona cuenta con más de 50 mil habitantes.
Desde septiembre de 2005, la empresa “Empo Ltda. y Asociados”  es concesionaria de la operación del vertedero Cateura, administrado hasta entonces por la Municipalidad de Asunción. Se estima que recepciona aproximadamente 1200 toneladas de residuos al mes.
En este predio privado trabajan unas 130 familias de “gancheros” (como se denomina a los recicladores que utilizan un gancho para hurgar en la basura), organizados a través de asociaciones reconocidas por la Municipalidad de Asunción.

### Procicla
En diciembre de 2005 se instaló en el vertedero Cateura el proyecto “Procicla” (Promoviendo el Reciclaje), de la ONG “Alter Vida”; y a cargo de la ONG “geAm”, a partir de 2007. El proyecto contaba con financiamiento del Banco Interamericano de Desarrollo (BID), entre otras organizaciones.
Fue por iniciativa de la dirección ejecutiva de “Procicla” que, el 7 de julio de 2007, se creó la primera escuela de música en Cateura, a través de un convenio con “Sonidos de la Tierra”, programa institucional de la asociación Tierranuestra.
La escuela se denominó “Sonidos de Cateura”, y fue sostenida por “Sonidos de la Tierra” y una comisión de padres, cuando en agosto de 2008, “Procicla” debió retirarse del vertedero. Actualmente, “Procicla” sigue operando en Asunción, con su sede en la ciudad de Luque.
En noviembre de 2011 se publicó el “Informe Final de Evaluación del Proyecto” de Procicla.

### Sonidos de la Tierra
“Sonidos de la Tierra” es un programa de integración social y comunitaria a través del arte, iniciado en 2002 en 18 pueblos de 7 departamentos de Paraguay, ideado por el compositor y director de orquesta Luis Szarán, con el respaldo inicial de la Fundación Avina, con los objetivos de crear escuelas de música, orquestas juveniles y la formación de artesanos en talleres de construcción de instrumentos musicales.
Inicialmente, Favio Chávez fue director de la Escuela de Música de Sonidos de la Tierra en la ciudad de Carapeguá. En diciembre de 2005, en el espacio Manzana T de Asunción se presenta el proyecto piloto Promoviendo el Reciclaje (Procicla), con presencia de Sonidos de la Tierra a través de la actuación de la Orquesta Infantojuvenil de Carapeguá, a cargo de Chávez; Procicla se lanzó en mayo de ese año, en la Expo de Mariano Roque Alonso.
Entre marzo de 2006 y febrero de 2007, Favio Chávez fue a trabajar en el vertedero Cateura de Asunción para el proyecto Procicla de la organización no gubernamental Alter Vida - Gestión Ambiental (GeAm), bajo la dirección ejecutiva del ingeniero Jorge Abbate, en conjunto con la Municipalidad de Asunción y cuatro Asociaciones de Gancheros del Vertedero Cateura, y con la cooperación técnica y financiera del Banco Interamericano de Desarrollo (BID), la Agencia del gobierno de los Estados Unidos para el Desarrollo internacional (USAID) y el Ayuntamiento de Estella, España. Fue contratado como uno de los cuatro educadores ambientales de Procicla, junto con María Gloria Barúa, Paola Rodríguez y Elena Cereceda.
Szarán promete contribuir con esta iniciativa y ese mismo año firma un convenio con el proyecto Procicla en el cual trabaja Chávez, para apoyar las clases de música que éste desarrollaba allí, enviando un instructor de música asistente.
El 29 de junio de 2006, Szarán recibió un homenaje del Centro Comercial Salemma y donó la recaudación para la compra de diez guitarras destinadas para la escuela de música "Sonidos de Cateura", donde asistían a estudiar música los hijos de los "gancheros". El 7 de julio de 2006 se oficializó la firma de un convenio entre Alter Vida/Procicla y Sonidos de la Tierra para la creación de la escuela de música, así como un taller de lutería para la confección de instrumentos musicales y la reparación de guitarras, junto al taller de carpintería, en el depósito construido con materiales reciclados, en el predio del Centro de Acopio y Segregación (CAS).
Ante la carencia de recursos en su labor como profesor de música y conociendo experiencias como las del grupo “Les Luthiers”, Procicla y Sonidos de la Tierra se valieron de una habilidad desarrollada por las personas en Cateura, “utilizar la basura para responder a sus necesidades”. En ese orden, es muy común ver en Cateura casas, juguetes y otros enseres elaborados con la basura. Cuando la música comenzó a ser una necesidad, entonces la basura también fue la respuesta.
A partir del año 2006, con la ayuda de algunos recicladores de Cateura, entre ellos Nicolás Gómez, denominado después como “El Luthier de Cateura”, se comienza a experimentar con diversos materiales reciclados para construir instrumentos musicales, que a su vez utilizaba para sus campañas de concienciación dentro del Programa Procicla.
El 29 de septiembre de 2006 se conforma la Comisión de Padres de la Escuela "Sonidos de Cateura" con seis integrantes: presidenta, vicepresidenta, dos tesoreros y dos suplentes. En diciembre de 2006, un grupo de niños violinistas de la escuela de Cateura participa del seminario regional de orquesta juveniles de Sonidos de la Tierra, en Acahay. En febrero de 2007, los estudiantes de Cateura participan en Coronel Oviedo del VIII Festival Nacional de Orquestas Juveniles, de Sonidos de la Tierra, con instrumentos reciclados.
En septiembre de 2006, la cadena norteamericana PBS (Public Broadcasting Service) grabó un documental sobre los inicios de la escuela de música en Cateura, denominado "Sounds of Hope" (Sonidos de Esperanza), y que fue emitido en el programa "Frontline World", en abril de 2007.
En marzo de 2007, Favio Chávez se desempeñaba en el cargo de coordinador departamental de Sonidos de la Tierra.
El 24 de mayo de 2007, Procicla y Sonidos de la Tierra presentan un taller de lutería, orientado a los recicladores del vertedero de Asunción, a cargo del profesor Carlos Uliambre. Entre sus artesanos se encontraban los ex gancheros Alberto Arévalos y Nicolás Gómez.
No tardó mucho tiempo para que Szarán tomara prestado uno de los primeros violines hechos con material reciclado en Cateura, con el cual realizó presentaciones en Europa, con el objeto de recaudar fondos. En el marco de la gira de la orquesta internacional de Sonidos de la Tierra por Alemania, Suiza y Francia, el músico paraguayo José Miguel Miranda interpretó fragmentos del "Himno de la Alegría" de Beethoven con el instrumento reciclado denominado "Stradivarius de Cateura", fabricado con fines educativos.
A principios del 2008, Chávez crea una primera agrupación musical con instrumentos reciclados, de cuerda, percusión y viento, estos últimos hechos por un artesano llamado Tito Romero. "La idea de crear una orquesta con estos instrumentos surgió a propuesta del maestro Szarán", afirma Chávez en el corto documental de 11 minutos, grabado por la producción de "Landfill Harmonic" a mediados de 2010.
Considerando que los niños de Cateura se encontraban en una etapa incipiente de formación, se invitó a alumnos de Sonidos de la Tierra de Carapeguá, para probar los novedosos instrumentos hechos con basura. Con ellos formó una primera agrupación con instrumentos reciclados y realizó varias presentaciones demostrativas, algunas de ellas acompañando a Szarán. El éxito de estas presentaciones hizo que Szarán vinculara a Chávez a su Proyecto Sonidos de la Tierra.
El 26 de marzo de 2008, la primera presentación de este conjunto, con instrumentos reciclados construidos en el taller que se montó en oficinas de Sonidos de la Tierra, se produce en la Universidad de Oxford (Inglaterra), en la gala del Foro Mundial de Emprendedores Sociales, organizado por la Fundación Skoll. En 2005, Szarán había recibido el Premio Skoll por su labor como director de Sonidos de la Tierra. Estuvo integrado por María Eugenia Benítez (violín), Gerardo Ayala (flauta), Favio Chávez (guitarra), Aurelio Benítez (saxo) Ricardo Yua (arpa) y Juan Manuel Chávez (violonchelo; sobrino de Favio). En los siguientes conciertos, el nuevo proyecto de Sonidos de la Tierra fue presentado como el Conjunto Oxford.
En septiembre de 2008 se integra a los niños de Cateura al grupo de instrumentos reciclados, como parte de la delegación de Sonidos de la Tierra que viajó a Argentina, para un congreso de orquestas juveniles. Ese mismo año, GeAm, la entidad que firmó con Szarán el convenio de cooperación terminó sus actividades en Cateura, trasladó el proyecto Procicla a Luque y publicó su informe final en 2011.
Szarán siguió utilizando los instrumentos reciclados hechos en Cateura para realizar presentaciones y recaudar fondos, pero con la participación de niños y jóvenes de las 50 comunidades de la Red Sonidos de la Tierra. Debido a su origen con Procicla y Sonidos de la Tierra, en varias de esos conciertos se ha presentado erróneamente a sus músicos como oriundos de Cateura, sin realmente serlo.
Esto fue generando un descontento en la comunidad de Cateura y posiciones contrapuestas entre Szarán y Chávez. Entre 2008 y finales de 2011 también se formó de carácter profesional, que incluía a jóvenes de Cateura, Carapeguá y otras escuelas de Sonidos de la Tierra, que se denominaba Los Reciclados.
A finales de 2011, Chávez ostentaba el relevante cargo de Coordinador Académico de Sonidos de la Tierra, que lo ubicaba como brazo derecho del director del proyecto, Luis Szarán; sin embargo, en octubre de ese año decide renunciar al Proyecto Sonidos de la Tierra, lo cual se anuncia en la fanpage de “Sonidos de la Tierra” y continuar el desarrollo unilateral y privado de la "Orquesta de Instrumentos Reciclados de Cateura", como marca registrada a título personal, con los propios habitantes de la comunidad de Cateura.
A principios de 2012, Szarán acude de nuevo a Chávez por dos invitaciones que recibió Sonidos de la Tierra para la Orquesta de Instrumentos Reciclados, de parte de dos organizaciones que trabajan con el programa, las fundaciones Avina y Skoll. Se plantea a Chávez participar con la orquesta integrada por los niños de Cateura y que él puede acompañarlos. Chávez, luego de consultar con los padres, aceptan las propuestas, la primera en para presentarse en la Cumbre Río +20, en Brasil y la segunda, en la Ciudad de Panamá.
Según Chávez, supuestamente Szarán aún se presentaba ante los medios como el “creador y director de la Orquesta de Instrumentos Reciclados de Cateura”. En paralelo comenzaba a promocionar “otra orquesta” de instrumentos reciclados, “igual a la de Cateura”, pero con instrumentos reciclados enfocados en el cuidado del agua, la Orquesta H2O Sonidos de la Tierra.
Esto generó una reacción en la comunidad de Cateura y en octubre de 2012, a incitación de Chávez, anunciaron públicamente por los medios de comunicación su desvinculaban definitiva de Szarán y su proyecto. En otra nota publicada en el diario Última Hora, los padres de Cateura expresaron a través de un comunicado que estaban cansados e indignados que Szarán utilice la imagen de la comunidad de Cateura y de sus hijos para su beneficio. El mismo periódico menciona la versión de Szarán: "Estoy sorprendido por el comunicado, porque yo fui el primero en alentar al grupo que afirmara su identidad. Me llama la atención, porque acabamos de regresar juntos de viajes invitados por mí para que los chicos de Cateura vivan esa experiencia". Además, agregó: "Esta separación surgió luego de la salida del joven Fabio Chávez y su equipo. Y el proyecto no tiene ningún interés de realizar lo que menciona el comunicado, sino todo lo contrario. Si quedan rastros en la web de la comunidad de Cateura se debe a los exitosos años de trabajo en la comunidad".
Un mes después Szarán lanzaba una nueva agrupación con instrumentos reciclados denominada “H2O Sonidos de la Tierra”, anunciando su primer viaje a Los Ángeles, California, Estados Unidos. "Pensando que con su prestigio como Director de Orquesta y la estructura de su proyecto haría prevalecer esta Orquesta sobre la de Cateura", refirió Chávez. Szarán comenzó a vender el proyecto de Instrumentos reciclados a empresas para promocionar productos y marcas. Tal es el caso de la “Orquestas de Instrumentos Reciclados Petrobras” cuyos instrumentos hechos solamente con envases de productos de esa marca de lubricantes. Aunque no sonaban por sí mismos, tenía el objeto de promover la marca. Del mismo modo creó agrupaciones a medida de las empresas que patrocinan diversos proyectos educativos y ambientalistas de Sonidos de la Tierra, como la Orquesta “H2O de Coca Cola”, el Banco Itaú, entre otros, en todos los casos estos grupos están formados por músicos profesionales.
"Aún después de la desvinculación anunciada en 2012 la organización de Szarán siguen usando la imagen de la Orquesta de Cateura para pedir donaciones en redes sociales y a través de organizaciones internaciones", opina Chávez. "En la actualidad Szaran sigue utilizado la imagen y el nombre de la Orquesta de Cateura para promocionar a su grupo como es el caso del Festival de Jujuy en 2018 donde en la publicación de un periódico local se anuncia la presencia de la Orquesta de Instrumentos Reciclados de Cateura", alegó, "pero sin embargo el grupo que se presentó fue el de Szarán". "Igualmente sigue vendiendo el proyecto de la Orquesta de Cateura como suyo, 8 años después de la desvinculación", agregó.
A pesar de todo, a finales del 2012 en las redes sociales comienza a hacerse viral el nuevo tráiler del documental "Landfill Harmonic", basada en la versión de Chávez sobre la historia de la Orquesta de Cateura. "A partir de allí, el interés sobre la Orquesta de Instrumentos Reciclados se vuelve mundial y comienza a generar innumerables oportunidades para la Orquesta dirigida por Favio Chávez e integrada por los niños de Cateura como la de hacer presentarse con el grupo Megadeth", comentó en Estados Unidos.
La iniciativa fue ganadora de un premio de la Fundación Príncipe Claus en 2013. A principios del 2014, la orquesta fue invitada para realizar una gira por Sudamérica con el grupo Metallica.
Varios medios de comunicación de todo el mundo comenzaron a publicar noticias sobre esta orquesta, incluyendo el prestigioso programa de noticias de la CBS “60 minutes” que en horario central publicó en noviembre del 2013 un reportaje especial. Prestigiosas entidades han propiciado estudios sobre la historia y el studio de caso de la Orquesta de Cateura como la American University en Washington.
La Red “O Globo” de Brasil presentó un reportaje especial sobre la Orquesta a través del programa “O Fantástico” y que fue visto por millones de personas. Periódicos como “The Guardian” del Reino Unido La NPR Radio Pública Nacional de Estados Unidos, el Washington Post: Lo que luego se sumaron publicaciones de Los Angeles Times el principal periódico de la costa este de Estados Unidos. Y el New York TIMES, el principal periódico de Estados Unidos
En Oriente, una de las principales cadenas de televisión de China CCTV publicó la historia de la Orquesta y Oriente medio, la cadena de noticias más importante del mundo árabehizo Al-Jazeera, hizo lo propio

### Taller de lutería
Chávez renunció a Procicla en marzo de 2007; fue entonces que “Sonidos de la Tierra” lo designó como supervisor regional de diversas comunidades del programa, incluyendo el taller de lutería, para construir guitarras con madera reciclada, que Sonidos y Procicla abrieron en mayo de 2007, como una alternativa laboral para los recicladores. Procicla también había habilitado un taller de carpintería en el recinto.
Este taller, a cargo de Carlos Uliambre (quien sigue siendo lutier de “Sonidos de la Tierra” y participó del programa para penitenciarías), surgió de una natural experimentación de materiales reciclados con instrumentos musicales, con la participación del reciclador Nicolás Gómez (actual lutier de la Orquesta de Cateura), en el taller que “Sonidos de la Tierra” cuenta en oficinas de “Tierranuestra”, en el barrio Ciudad Nueva de Asunción, a seis kilómetros del vertedero Cateura.
El 2 de noviembre de 2007, el primer violín reciclado, bautizado como el "Stradivarius de Cateura" y construido en el taller de "Sonidos de la Tierra", fue interpretado por José Miguel Miranda, en Frankfurt, Alemania, en el inicio de una gira en Europa de la orquesta Mundial "Weltweite Klänge", integrada por ocho músicos paraguayos y otros 22 jóvenes de diversas nacionales. Creado con una vieja cacerola, un tenedor y otras piezas recicladas, el exótico instrumento centró la atención en otras presentaciones en Alemania, Suiza y Francia. Favio Chávez no participó de esta gira.

### Conjunto Oxford
El proyecto de instrumentos reciclados surgió de forma separada e independiente a la escuela de música “Sonidos de Cateura”, donde los chicos siempre aprendieron con instrumentos convencionales, proveídos por “Sonidos de la Tierra”. Es por ello, que por idea de Luis Szarán, se creó un conjunto demostrativo de estos instrumentos, integrado por cinco alumnos de Carapeguá, bajo la coordinación de Chávez, que debutó en marzo de 2008, en la Universidad de Oxford, en un evento de Skoll Foundation, que colabora con “Sonidos de la Tierra”. Skoll Foundation publicó el video de esa histórica presentación, a través de su canal de Youtube.
Un mes después, en abril de 2008, ese conjunto debutó en Asunción, como el “Conjunto de Instrumentos Reciclados Oxford”.
En el corto documental de 11 minutos, grabado a mediados de 2010, por la producción de “Landfill Harmonic”, el propio Chávez reconoce la autoría de Szarán del conjunto de instrumentos reciclados, como parte del programa “Sonidos de la Tierra”; y además aparecen mostrando los instrumentos, tres de los chicos originales del Conjunto Oxford de Carapeguá.
El conjunto inicial se convirtió en la “Orquesta de Reciclados”, y en octubre de 2008 viajó al “Encuentro Internacional de Orquestas Juveniles” (EIOJ) de Argentina. La delegación paraguaya incluía a un grupo de ocho niños de “Sonidos de Cateura” (era su primer viaje internacional); sin embargo, la Orquesta de Reciclados, coordinada por Chávez, se presentó como un proyecto separado al de los niños.

### Orquesta Mundial
La Orquesta de Reciclados también se convirtió en la “Orquesta de Instrumentos Reciclados de Sonidos de la Tierra”, con chicos de diversas comunidades de Paraguay; y se implementó con otro proyecto (iniciado en 2006), la Orquesta Mundial “Weltweite Klänge” (Sonidos del Mundo).
En noviembre de 2008, la megaorquesta llevó los instrumentos reciclados de gira por Suiza, Austria y Alemania, en 9 presentaciones. En octubre de 2009, la orquesta de reciclados de “Sonidos de la Tierra” hizo 35 presentaciones, en Austria, Alemania y Suiza.
El proyecto de “Sonidos de la Tierra” también destacó en varios eventos dentro de Paraguay, como el festival de “Encuentros del Alma”, en junio de 2009; ofreció un homenaje al músico cubano Silvio Rodríguez en Asunción; y a fines de 2009 mereció el Premio Tomás Moro, de la Universidad Católica “Nuestra Señora de la Asunción”.
En marzo de 2010, el proyecto de reciclados se implementó para el programa “Melodías de la Basura”, y llegó a Génova (Italia).
También fue motivo de conferencias internacionales, como el que realizó Szarán en el TED de Costa Rica, en marzo de 2010, a donde acompañaron dos miembros originales del conjunto Oxford (uno de ellos era Chávez).
En mayo de 2010, Chávez viajó nuevamente con la Orquesta de Reciclados de “Sonidos de la Tierra” en una gira por Alemania y Suiza.
En mayo de 2011, Chávez fue parte de la gira de “Orquesta Bicentenario”, con los reciclados de “Sonidos de la Tierra”, en Portugal, Inglaterra y Alemania, en la conmemoración de los 200 años de independencia del Paraguay.
En el marco de esta gira, el banco HSBC decidió aportar 550.000 dólares al proyecto “Sonidos de la Tierra”. Una situación que indica cuánto interés generaba esta iniciativa… y que podía atraer muchos fondos.
En agosto de 2011, también viajó a España, para actuar en Jornada Mundial de la Juventud en Madrid, ante la presencia del anterior Papa, Benedicto XVI.
Antes del lanzamiento del teaser de “Landfill Harmonic” a fines de 2012, la orquesta de reciclados de “Sonidos de la Tierra” ya había tenido una importante repercusión mundial:
- CNN[106]
- BBC (2008)[107]
- BBC[108]
- Selecciones del Reader's Digest (Argentina)[109]
- Agence France-Presse (AFP)[110]
- Agencia EFE[111]
- Diario El País (España)[112]
- Documental de Telesur[113]
- Documental de Deutsche Welle (Alemania)[114]

También generaba expectativas el proyecto de “Landfill Harmonic”, cuyas productoras, la paraguaya Alejandra Amarilla Nash y la colombiana Juliana Penaranda-Loftus, contactaron con Szarán en abril de 2009; volvieron a mediados de 2010 para grabar las imágenes para el corto promocional de 11 minutos, y hasta enero de 2011, aún tenían previsto narrar en el documental la historia de “Sonidos de la Tierra”, con Szarán como uno de los protagonistas principales.

### Retiro
Mientras tanto, en 2011, la asociación Tierranuestra apoyó al lutier Nicolás Gómez con la apertura de su taller propio, y construía instrumentos para diversas escuelas del programa de “Sonidos de la Tierra”. También hubo otro grupo profesional que se llamó “Los Reciclados” de Carapeguá, dirigido por Chávez; donde se fueron integrando a jóvenes de “Sonidos de Cateura”.
Para entonces, tras más de una decena de viajes internacionales con el proyecto original de reciclados, Chávez había ascendido como Coordinador Académico de “Sonidos de la Tierra”, y estaba emparentado con Szarán, al haberse casado con su sobrina, quien durante casi 8 años también trabajó como secretaria de confianza del programa social y educativo.
Sin embargo, el 24 de octubre de 2011, “Sonidos de la Tierra” anunció, a través de su fanpage, que Chávez y su esposa se retiraron del programa.
Al mes siguiente, noviembre de 2011, en este reportaje del programa “En Destaque” (disponible en el canal de Youtube del “Grupo Paraguay Eventos y Emprendimientos”), Chávez anunció como su nuevo “emprendimiento independiente” a una orquesta que unía a niños de la escuela de música “Sonidos de Cateura”, con el proyecto de instrumentos reciclados.

## Berta Rojas
Una vez viralizado el teaser de “Landfill Harmonic”, Chávez envió el enlace por Facebook a Berta Rojas, alegando que la suya era la verdadera orquesta de reciclados. La guitarrista paraguaya, tres veces nominada a los Premios Grammy Latinos aceptó conocer a los chicos de Cateura, y en diciembre de 2012 grabó con ellos el video de una versión improvisada del “Villancico” de Agustín Pío Barrios; comenzó a apoyar la formación musical de los integrantes; e incluyó un tema en su disco “Salsa Roja”, grabado con la orquesta bajo la dirección del autor de “Tambito Josefino”, el músico costarricense Edín Solís, y su videoclip realizado en el barrio Loma San Jerónimo de Asunción.
El 9 de mayo de 2013, la orquesta recibió 36 instrumentos musicales convencionales y nuevos, donados por la estadounidense Myrna C. Sislen, quien a través de la guitarrista paraguaya logró el envío privado desde Estados Unidos.

## Landfill Harmonic
Con la viralización del teaser de “Landfill Harmonic”, y la repercusión de celebridades como David Ellefson, bajista de Megadeth; Emma Watson, actriz de la saga Harry Potter;
Desde septiembre de 2012, el proyecto comunitario de Chávez recibió un subsidio del Estado paraguayo, a través de Fondec. El teaser también propició el interés de la organización “Go Campaign” para comenzar a recibir fondos internacionales; y la producción de “Landfill Harmonic” lo hizo en la  plataforma Kickstarter, donde recaudó 214 mil dólares, de unos 5 mil aportantes. En marzo de 2013, la producción también recibió 80 mil dólares de la Fundación MacArthur.
Las grabaciones del documental incluyeron la sorpresiva visita de David Ellefson a la comunidad de Cateura. Esta relación artística llevó a la orquesta a acompañar a Megadeth, en el tema "Symphony of Destruction", en un concierto en Denver, Colorado, en agosto de 2013.

## Conciertos y giras
El debut oficial de la Orquesta de Instrumentos Reciclados de Cateura fue el 15 de junio, en Río de Janeiro, Brasil, en el Foro de Emprendedurismo Social en la Nueva Economía, en el marco de la Conferencia de las Naciones Unidas sobre el Desarrollo Sostenible (Río+20). La orquesta fue dirigida por el maestro Favio Chávez.
El 23 de julio, la Orquesta actuó en el Teatro de la Ciudad del Saber, en Panamá, en un evento organizado por la Embajada de Paraguay.
El 7 de noviembre de 2012 participó en el Festival Internacional “Bogotá Basura Cero”, en Colombia.
El abril de 2013, actuó en el “Pymwymic Impact Day”, en Ámsterdam, Holanda; así como en el Teatro San Martín de Tucumán, Argentina. En julio de 2013 emprendió una gira por varias ciudades de Israel y Palestina.
Además del concierto con Megadeth, en agosto de 2013, se presentó en el Museo de Instrumentos Musicales de Arizona; en el CNE de Toronto, Canadá; y en auditorios del BID y del “John F. Kennedy Center for the Performing Arts”, en Washington D. C. Luego en septiembre llegó a Noruega; en noviembre a Chile; y en diciembre a Japón. Además, tuvo presentaciones en Alemania, Francia, Colombia, Holanda y Brasil en la segunda mitad de 2013.
El 5 de enero de 2014, la orquesta realiza su primer viaje a España, y se presenta en el Auditorio Nacional de Madrid, ante la presencia de la Reina Sofía de Grecia; además de la “Cabalgata de Reyes”, en Plaza Cibeles. En febrero vuelve a Holanda, antes de ser soporte de Metallica en su gira de marzo, por Colombia, Ecuador, Perú, Paraguay, Chile y Argentina (en Brasil no tocaron porque el gobierno no concedió visas de trabajo por incluir a menores de edad); así como en una extensa gira por Canadá, en 15 ciudades.
El 24 de septiembre de 2014, la empresa Ecoembalajes España S.A. (Ecoembes) creó en España el proyecto social “La Música del Reciclaje” como réplica de la orquesta paraguaya; con un Comité Protector que preside la Reina Sofía.

## Armonía de Cateura
En abril de 2013, Chávez formalizó la personería jurídica de la asociación “Armonía de Cateura”, con padres que acompañaron el nuevo inicio desde cero del proyecto comunitario, tras la desvinculación. No obstante, la limitada y controlada contabilidad de esta entidad recién empezaría a operar en enero de 2014, con la donación del Congreso Nacional de Paraguay, para adquirir el local propio para su escuela.
Los miembros originales de la asociación “Armonía de Cateura” fueron:
- Presidente: Jorge Ríos
- Vicepresidente: Carmen Cabrera
- Vocal titular: Favio Chávez (director)
- Primer vocal suplente: Nicolás Gómez (lutier)
- Segundo vocal suplente: Patricia Aranda (tesorera)
- Tercer vocal suplente: Dionicia Espínola (secretaria)

“Armonía de Cateura” respaldó la primera fase de construcción del edificio de la escuela actual, inmueble que sigue a nombre de esta asociación original; así como el final del rodaje y posterior estreno de “Landfill Harmonic”. Sin embargo, fondos de Go Campaign, “Landfill Harmonic”, Bertha Foundation, la gira sudamericana con Metallica, viajes a España organizados por Ecoembes, del Premio Príncipe Claus, entre otros, nunca ingresaron a los registros contables ni a la cuenta bancaria propia de la asociación de padres, ni tampoco tuvieron acceso a los contratos de los conciertos y giras internacionales, señala la denuncia.
Chávez decidió inactivar a “Armonía de Cateura”, luego que en mayo de 2015, los padres apoyaran una protesta de sus hijos por mejoras salariales (cobraban 8 dólares por concierto) y cese de supuestos maltratos y otras irregularidades; además de haber comenzado a exigir rendiciones de cuentas de los viajes y mayor transparencia. No importó que los padres estuvieran avanzando con un convenio con una fundación canadiense para concluir la construcción de un moderno Centro Cultural Comunitario, en el sitio de la escuelita. Fue así que Chávez creó a la “Asociación de Padres de la Orquesta de Instrumentos Reciclados de Cateura”; aunque realmente la Orquesta sigue careciendo de una formal existencia jurídica.
Desde abril de 2016, la segunda asociación está conformada por:
Presidente: Juan Antonio Rojas Cantero (político acusado de nepotismo);
Vicepresidente: Félix Azcona (acusado de dar clases “fantasmas” para justificar gastos de un subsidio de la Fundación Bertha que correspondía para “Armonía de Cateura”, pero que el director le ocultó; pudiente coordinador de una institución educativa de alto nivel);
Secretaria: Matilde Rojas (hermana de Juan Rojas);
Secretaria adjunta: Graciela Roa Machado;
Tesorera: Laura Liliana Benítez Azcona (esposa de Félix Azcona);
Protesorera: Carmen Cabrera (su hijo maneja las cuentas bancarias del director);
Síndico titular: Carlos Insfrán (hermano de Carmen Cabrera);
Síndico suplente: César Fleitas;
Vocal titular: Elizabeth Caballero (esposa de Carlos Insfrán);
Vocal titular: Ramona Ortiz;
Vocal titular: Daniel Villalba;
Vocal suplente: Gladys Ruiz Díaz Cárdenas (esposa de Juan Rojas);
Vocal suplente: Viviana Ortiz;
Miembro Honorario: Nicolás Gómez (lutier);
Miembro Honorario: Favio Hernán Chávez (director).
El presidente de esta asociación y quien maneja a la orquesta desde 2016, Juan Antonio Rojas Cantero, es un cuestionado político del Partido Colorado, que, además, funge de vicepresidente de la Seccional Nro. 34 (sede barrial de la representación política), y está acusado de nepotismo por acceder a un privilegiado sueldo del Estado paraguayo (USD 20.000 al año) por ser cuñado de otro dirigente colorado, además de dirigir una red de distribución de bebidas alcohólicas.
Previendo que los jóvenes se vuelvan a organizar para reclamar sus derechos; en marzo de 2016, Chávez implementó un “acuerdo de compromiso”, el reglamento del programa de becas de la escuela de la Orquesta, donde establece: “Todos los miembros de la Orquesta se obligan a no intervenir en los asuntos de la administración y organización de este programa de becas, y a guardar total discreción ante terceros sobre asuntos internos de la misma”. Las sanciones por incumplimiento incluyen suspensiones temporales y expulsión.

## Denuncia
En mayo de 2016, miembros originales del proyecto comunitario denunciaron a Favio Chávez ante el Ministerio Público, por dudas sobre la transparencia de su administración unipersonal de las donaciones, que realiza a través de su cuenta bancaria particular, sin fiscalización de los afectados. La denuncia, a cargo de la agente fiscal Stella Mary Cano, cuenta con 200 fojas de pruebas, y tiene el respaldo de tres senadores nacionales, que son Hugo Richer, Esperanza Martínez y Arnaldo Giuzzio. Como antecedente, el 11 de agosto de 2016, el senador Giuzzio denunció la supuesta prohibición y amenaza de Chávez contra los integrantes de la Orquesta, para acudir a recibir una distinción del Congreso Nacional; Chávez alegó que no recibió la invitación, pero se refirió al joven denunciante Christian Agüero como “planillero”, sin mencionar su nombre.
Los denunciantes son el trompetista Christian Agüero, quien también integró el equipo administrativo de Chávez desde 2012; y que formó parte de la escuela de música “Sonidos de Cateura” desde 2007; su madre Dionisia Espínola, secretaria de “Armonía de Cateura”; y la tesorera Patricia Aranda, cuya hija es una de las cuatro violinistas que aparece en el documental “Landfill Harmonic”; y es una de las principales encargadas de la construcción inicial de la escuela de música de Cateura. La denuncia trascendió en febrero de 2017, cuando la orquesta se encontraba en Italia, para participar del Festival de San Remo; luego que Chávez, respaldado por la Aso de Padres OIR, estableciera una querella por supuesta apropiación contra Christian Agüero para devolver el instrumento reciclado que utilizaba en la orquesta.
Sin embargo, la reacción de Chávez ha sido inculpar de una supuesta malversación a “Armonía de Cateura”, por una reducida fracción de fondos verificables, por un valor total de 82.000 dólares en dos años, 2014 y 2015, que los padres gestionaron para la asistencia escolar de sus propios hijos, y en la construcción de las aulas donde puedan seguir aprendiendo música. Mientras que, tan solo en 2016, por la cuenta privada de Chávez, en el Banco Continental, se ingresaron más de 230.000 dólares.
Acompañado por Juan Rojas y Félix Azcona, el presidente y el vice de la segunda Asociación de Padres; el 7 de diciembre de 2017, Chávez anunció la desestimación provisoria del caso por supuesta lesión de confianza, requerida por la agente fiscal Stella Mary Cano, el 1 de septiembre de 2017. Además, aprovechando su amistad con el controvertido político Camilo Soares (contrariado con Giuzzio por una imputación en 2010), en su programa de Radio Ñandutí, Chávez dijo que se trató de una campaña de desprestigio y sin fundamentos que se llevó a cabo por el diario La Nación, acompañado por algunos legisladores. Posteriormente, la orquesta de Cateura animó la boda del dirigente político y conductor de radio.
Las víctimas recién fueron notificadas el jueves 7 de diciembre. La apelación se presentó el 13 de diciembre de 2017. El 3 de abril de 2018, el Tribunal de Apelaciones admitió la apelación, resolvió revocar la desestimación y devolver el caso al Juzgado Penal de Garantías Nro. 7. En su apelación, las víctimas refieren que la desestimación se basó en una única diligencia investigativa, que ni siquiera les fue informada, que fue un informe pericial contable privado, propuesto y pagado por el propio denunciado, con lo cual evitó que el Laboratorio Forense del Ministerio Público investigara su administración de las donaciones.
El 10 de abril de 2018, Chávez y miembros de la Aso de Padres OIR repudiaron el supuesto uso de imagen de la orquesta en una campaña política. En el video, el exfiscal Emilio Fúster (que integraba el Movimiento Somos Paraguay de Arnaldo Giuzzio) presenta al denunciante Christian Agüero como "embajador de la cultura" por su participación en la orquesta, con una imagen donde aparece, de agosto de 2013, en el Kennedy Center de Washington D. C. Inmediatamente, Fúster se disculpó: "Hemos advertido un error de edición involuntario, en la imágenes de respaldo en la cual se observa a integrantes de la orquesta de instrumentos reciclados de Cateura, el rostro a visualizarce debió ser únicamente la de Cristian Aguero. Pedimos las disculpas si causó algún agravio". En este contexto, a través del programa de Camilo Soares, el presidente de la Aso de Padres OIR, el político colorado Juan Rojas Cantero dijo que la denuncia contra el director de la orquesta fue "sin fundamentos", y alegó que supuestamente periodistas del diario La Nación apoyaron la campaña electoral de Giuzzio.

## Marca registrada
La “Orquesta de Instrumentos Reciclados de Cateura” (así como su versión inglesa “Recycled Orchestra of Cateura”) es una marca registrada, como propiedad de Favio Chávez, en la Dirección Nacional de Propiedad Intelectual (Dinapi) de Paraguay.
El trámite se inició el 14 de julio de 2015; siete semanas después que la protesta de los integrantes de la Orquesta. La concesión de la marca fue el 17 de mayo de 2016, y extiende hasta el 17 de mayo de 2016. Se registró en tres clases: 41 de “educacion musical dirigido a niños y jovenes, esparcimiento y las actividades de un grupo musical”; 15 de “instrumentos musicales” y 35 “de gestion de negocios, importacion y exportacion y comercializacion de instrumentos musicales”, que no corresponde a una entidad sin fines de lucro.
El 24 de octubre de 2011 (la misma fecha en que “Sonidos de la Tierra” anunció su despido), Chávez inició el trámite para registrar la marca “Los Reciclados”. Sin embargo, el trámite fue retomado en 2015, y se concedió el 14 de diciembre, con vigencia hasta el 24 de febrero de 2016.

## Grabaciones
- Videoclip de “Villancico” (Agustín Pío Barrios), de Berta Rojas, con Luis Álvarez, 19 de diciembre de 2012.[193]
- Videoclip y canción de “Tambito Josefino” (Edín Solís), de Berta Rojas, con dirección de Edín Solís, 17 de julio de 2013.[194]
- Videoclip de “Transcendence (Orchestral)”, de Lindsey Stirling, 16 de marzo de 2014.[195]
- Videoclip de “Power To The People”, de Basement Jaxx, 24 de enero de 2014.[196]
- Videoclip del himno de la Champions League, para el Canal 9 SNT de Paraguay, 11 de mayo de 2017.[197]

## Premios
- Medalla Municipal al Mérito “Domingo Martínez de Irala”, de la Junta Municipal de Asunción, 31 de octubre de 2013.[198]
- Premio Príncipe Claus, de Prince Claus Fund, Holanda, 11 de diciembre de 2013.[199]
- Premio “Peter Benenson”, de Amnistía Internacional Paraguay, 19 de diciembre de 2013.[200]
- Orden Nacional del Mérito Comuneros, de la Cámara de Diputados Archivado el 13 de abril de 2019 en Wayback Machine. de Paraguay, 25 de junio de 2014.[201]
- Título honorífico “Embajadores Turísticas del Paraguay”, de la Secretaría Nacional de Turismo (Senatur), Paraguay, 14 de abril de 2014.[202]